# Heidnische Kirche
Heidnische Kirche är ett stup i Österrike.   Det ligger i förbundslandet Salzburg, i den centrala delen av landet, 290 km väster om huvudstaden Wien. Heidnische Kirche ligger 2 535 meter över havet. Strax intill Heidnische Kirche ligger glaciären Sandbodenkees.
Den högsta punkten i närheten är Großes Wiesbachhorn, 3 564 meter över havet, 2,0 km sydväst om Heidnische Kirche. Närmaste större samhälle är Bruck an der Großglocknerstraße, 14 km norr om Heidnische Kirche. 